# Ханна (ураган, 2020)
Ураган Ханна (англ. Hurricane Hanna) — перший із семи рекордних ураганів в Атлантиці, які здійснили вихід на узбережжя США за один рік. Восьмий названий шторм і перший ураган сезону атлантичних ураганів 2020 року.  Депресія посилилася в тропічний шторм 24 липня, встановивши новий рекорд ранньої восьмої тропічної бурі, отримавши свою назву за 10 днів до того, як попереднім рекордсменом був «Тропічний шторм Гарві» в 2005 році.
Ханна розвинулася з тропічної хвилі, що зародилась поблизу Гаїті. Хвиля поступово ставала більш організованою і переросла в тропічну депресію посеред Мексиканської затоки. Ханна була першим ураганом, який здійснив вихід в Техасі після Урагану Гарві в 2017 році. Це був також перший ураган у липні місяці, який здійснив вихід в Техасі після Урагану Доллі у 2008 році. У Флориді Ханна вбила одну людину її вдарило струмом.

## Метеорологічна історія
19 липня NHC почав відслідковувати тропічну хвилю, розташовану між Домініканською Республікою та Пуерто-Рико для можливого розвитку тропічної бурі. Хвиля рухалася на північний захід через Домініканську Республіку, Кубу та Багамські острови до штату Флорида, створюючи велику територію неорганізованих злив та гроз. Після вступу в Мексиканську затоку хвиля поступово стала краще визначатися, як область низького тиску, що утворилась 22 липня. 03:00 UTC, 23 липня, дані розвідувального літака показали, що в районі низького тиску розвинулася замкнута циркуляція, що призвело до того, що NHC класифікує його як тропічна депресія 8. О 03:00 UTC на наступний день, особливості смуги стали більш очевидними, і дані підтримували нову інтенсивність 35 вузлів (40 миль / год), тим самим змусивши NHC підвищити депресію до статусу тропічного шторму. Буря отримала ім'я Ханна і стала раннім восьмим тропічним штормом, перевершивши Тропічний шторм Харві 2005 року, який утворився 3 серпня. Ханна стабільно посилювалася, коли наближалася до Техасу. Невдовзі шторм утворив око середнього рівня, і NHC додав попередження про ураган уздовж узбережжя Техасу та Північної Мексики, оскільки, як передбачалося, що шторм посилиться в ураган. О 12:00 UTC 25 липня Ханна перетворилася на ураган із вітрами 75 миль на годину (121 км / год). Ханна продовжувала посилюватися, незважаючи на свою близькість до суші, розвиваючи 30-35 нм оку на радіолокаційних та супутникових знімках

## Підготовка
Одразу після перетворення на тропічну депресію, на більшості берегової лінії Техасу були видані попередження про Тропічний шторм. Департамент громадської безпеки також надав літаки, переважно вертольоти, для подібних цілей. У штаті також було розміщено човнові команди з Техаського парків та дикої природи. У Корпусі Крісті мішки з піском роздавали, оскільки місцеві чиновники закривали пляжі через загрозу розриву течії та бурхливого прибою. У графстві Клеберг та окрузі Сан-Патрісіо було наказано про добровільну евакуацію. Графство Кельберг також видало надзвичайну декларацію про катастрофи для графства перед ураганом. Купол FEMA був відкритий як притулок у Кінгсвілі.

## Наслідки

### Техас
У Техасі, де шторм здійснив вихід на майже 170 000 жителів втратили світло через вітер Урагану Ханна. Частина пристані Боб Холл біля Корпусу Крісті обвалилася під час шторму. Штормовий нагін із затоки Корпус-Крісті затопив перший поверх Художнього музею Південного Техасу. Нагон також затопив відкриті експонати в Техаському державному акваріумі. Спричинив затоплення берегів на Північному пляжі в Корпус-Крісті, а також на острові Північний Падре та Порт-Арансас. Глави Корпусу Крісті були затоплені штормовим сплеском, чиновники перекривали вулиці. Поруч з вулицею JFK вантажівка була занурена водою, коли великі хвилі врізалися в малі острови під канатною смугою.
Сильний вітер пошкодив дахи та вікна в Порт-Менсфілді, коли Ханна зробила вихід поблизу.
До виходу на сушу Ханна породила торнадо на північ від Корпус-Крісті поблизу Сінтона. Після того, як шторм здійснив вихід на берег, було видано кілька попереджень про смерчі в тому ж районі, хоча про смерчі не повідомлялося. Було також видано декілька попереджень про повені.